# Права ЛГБТ у Греції
Права лесбійок, геїв, бісексуалів і трансгендерів (ЛГБТ) у Греції значно розвинулися з початку 21 століття, утвердивши її як одну з найліберальніших країн Південної Європи. Останнім часом дискримінація в країні стає все менш поширеною, хоча ЛГБТ-люди в Греції все ще можуть стикатися з соціальними проблемами, яких не відчувають жителі, які не є частиною ЛГБТ спільноти. Попри це, громадська думка Греції щодо гомосексуальності загалом вважається культурно ліберальною, а одностатеві партнерства юридично визнані з 2015 року.
З 1951 року в Греції було дозволено одностатеві стосунки як між чоловіками, так і жінками, а у 2005 році було прийнято антидискримінаційні закони у сфері зайнятості. Відтоді закони про боротьбу з дискримінацією були поширені на інші сфери, включаючи гендерну ідентичність. Законодавство про мову ненависті та злочини на ґрунті ненависті є одним із найжорсткіших і найповніших у Європі. У 2015 році цивільні партнерства (грец. σύμφωνο συμβίωσης; угоди про спільне проживання) були легалізовані для одностатевих пар, завдяки чому домогосподарства, які очолюються одностатевими парами, отримали багато прав, але не на всі щодо правового захисту і прав, доступних для одружених різностатевих пар. У 2017 році трансгендери отримали право на визнання своєї гендерної ідентичності та зміну офіційної статі без необхідності хірургічного втручання для зміни юридичної статі в документах, що посвідчують особу. У лютому 2018 року окружний суд у Греції надав небінарній особі право на гендерно нейтральне ім'я. У травні 2018 року парламент Греції ухвалив закон, який надає одностатевим парам право на прийомних дітей.
Гей-культура живе в столиці Афінах, особливо в гей-районі Газі, в Салоніках і на деяких грецьких островах. Оскільки Греція є одним із найпопулярніших місць для ЛГБТ-туристів у Європі, багато закладів, які обслуговують ЛГБТ-спільноту, можна знайти на таких островах, як Міконос, який відомий у всьому світі своєю гей- та лесбійською сценою. Щорічно проводяться чотири ЛГБТ-прайди: в Афінах, Салоніках, Патрах та Іракліоні, столиці острова Крит. У найбільшому з них, Афінському прайді, у 2015 році було рекордно багато людей, а також багато громадських діячів, включаючи президента Грецького парламенту та мера Афін.
Згідно з останніми звітами ILGA-Europe, які оцінюють права ЛГБТ в європейських країнах, Греція досягла одного з найвищих покращень серед 49 країн у правовому та політичному становищі щодо ЛГБТ за останнє десятиліття із загальним балом 52 %.

## Законність одностатевих сексуальних зносин

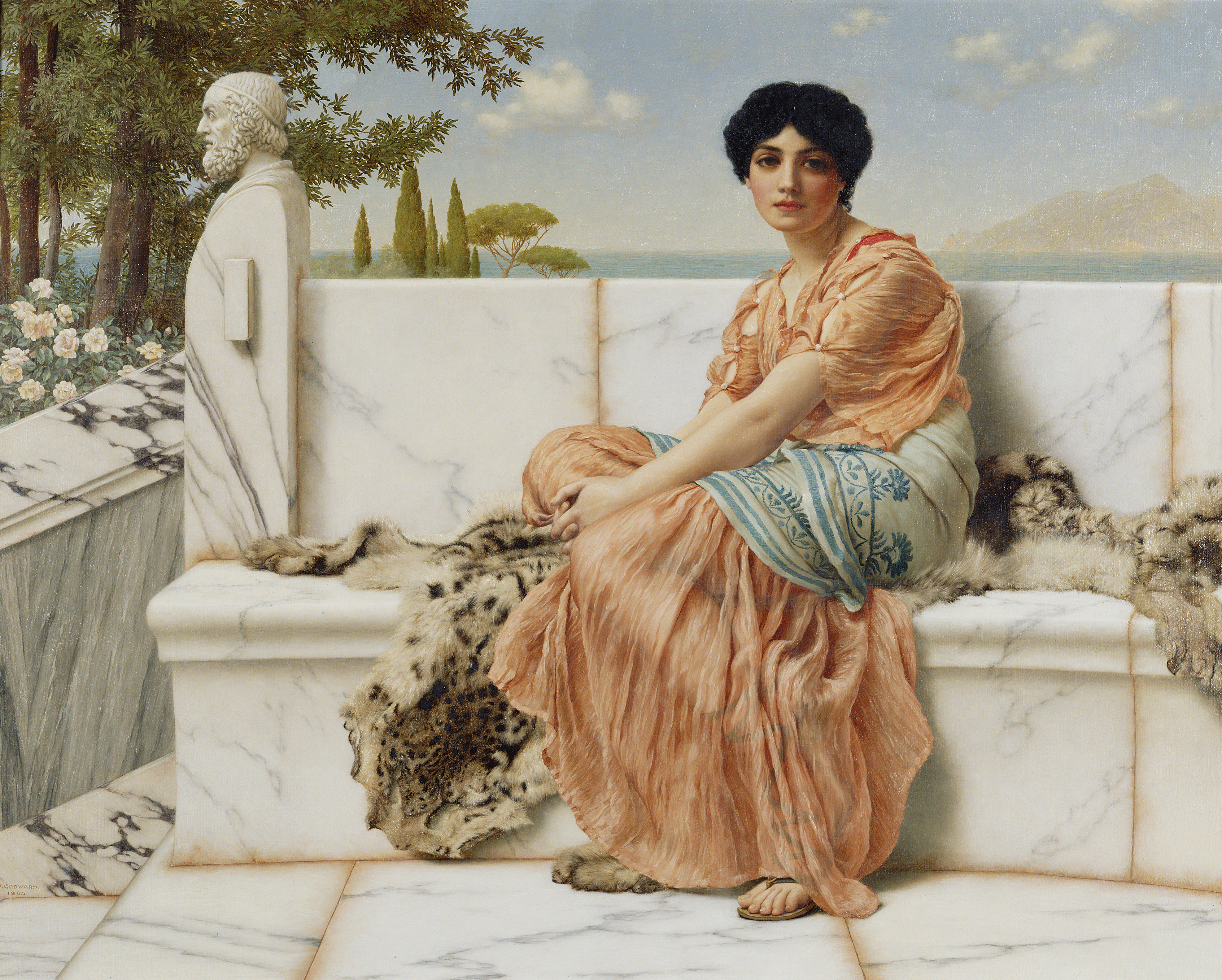
Слово «лесбійка» походить від назви острова Лесбос, з якого грецька поетеса Сапфо (еолічна грецька : Σαπφώ), від імені якого також виникло ще одне слово «сапфічний».

Після здобуття країною незалежності від Османської імперії, Кримінальний кодекс 1834 року передбачав у статті 274, що будь-хто, винний у содомії, повинен бути покараний щонайменше одним роком ув'язнення та взятий під поліцейський нагляд.
Чоловічі гомосексуальні зв'язки були декриміналізовані у 1951 році. У Кримінальному кодексі Греції лесбійки не згадуються і не визнаються. Стаття 347 Кримінального кодексу забороняла чоловічу проституцію та передбачала вищий вік згоди 17 років для чоловіків-гомосексуалів. Однак, це положення було скасовано статтею 68 Закону 3456 від 2015 року (Νόμος 3456/2015 - Σύμφωνο συμβίωσης, άσκηση δικαιωμάτων, ποινικές και άλλες διατάξεις), фактично призводячи до вирівнювання віку згоди та легалізації чоловічої проституції за умови дотримання існуючих законів про регулювання проституції.
Вік згоди в Греції становить 15 років, як визначено статтею 339, а також статтями 337, 348B Кримінального кодексу Греції. У 2015 році разом із легалізацією одностатевих цивільних союзів була скасована стаття 347, яка передбачала подальшу заборону на спокушання чоловіка до 17 років, якщо інший партнер є дорослим чоловіком, таким чином вирівнюючи вік згоди для гомосексуальних актів.
Існують також деякі інші заборони щодо займання владних повноважень і розпусних дій, як зазначено в статтях 342 і 343. Крім того, існує обмеження щодо 3-річної різниці у віці для непристойних дій між особами молодше 15 років.

## Визнання одностатевих стосунків
Конституція Греції не дає визначення шлюбу. Однак вона передбачає, що, як і материнство і дитинство, шлюб має перебувати під захистом держави.
Колишній уряд прем'єр-міністра Костаса Караманліса під керівництвом Нової демократії виступав проти одностатевих шлюбів. Хоча він запровадив законодавство, яке пропонувало кілька прав неодруженим парам, це явно виключало одностатеві пари.
Національний комітет з прав людини запропонував реєстр, який охоплюватиме як одностатеві пари, так і неодружені різностатеві пари, а грецька група OLKE оголосила про намір подати до суду на грецькі муніципалітети, які відмовлялися одружувати одностатеві пари.
Уряд Греції, під керівництвом Георгія Папандреу, лідера Загальногрецького соціалістичного руху (PASOK), готував законодавство про одностатеві зареєстровані партнерства, яке, однак, так і не відбулося, оскільки ЛГБТ-групи вважали, що цього буде недостатньо.
У листопаді 2013 року Європейський суд з прав людини виніс рішення на користь позивачів у справі Valianatos and Others vs. Греції та засудили виключення одностатевих пар з можливості укладати угоди про спільне проживання, схему реєстрації позашлюбних стосунків, запроваджену у 2008 році для пар протилежної статі. Тому обмеження угод про спільне проживання лише парами протилежної статі було визнано непереконливим, і держава була зобов'язана виплатити 5000 євро компенсації кожному з позивачів.
Хоча на той час не було офіційного визнання одностатевих пар, закон 1982 року, який легалізував цивільний шлюб між «особами» без вказівки статі, послужив тестом для одностатевих шлюбів. 3 червня 2008 року мер Тілоса Анастасіос Аліферіс одружив дві одностатеві пари, двох лесбійок і двох геїв, посилаючись на юридичну лазівку. Його різко критикували священнослужителі Грецької Церкви, які в минулому також виступали проти запровадження цивільного шлюбу. Міністр юстиції Сотіріос Хацігакіс оголосив шлюби Тілос «недійсними», а прокурор Верховного суду Георгіос Санідас попередив мера Аліферіса про правові наслідки його «порушення обов'язків», але він сказав, що «не мав наміру анулювати шлюби». У травні 2009 року шлюб був офіційно визнаний владою недійсним.
У грудні 2015 року грецький парламент повторно вніс проєкт закону, який розширить угоди про спільне проживання на одностатеві пари. Реакція була різною — від позитивної до негативної, багато членів Грецької Церкви засудили цю пропозицію. Зокрема, архієпископ Ієронім назвав гомосексуальність «відволіканням від життя», митрополит Анфім заявив, що «навіть тварини не мають такої схильності» (але дивіться гомосексуальність у тварин), митрополит Серафим сказав «Пішаки міжнародного сіонізму! Твориться маскуло-жіноче!», а митрополит Амвросій заявив: «Плюнь на них! Вони ганебні! Вони гидота природи!» Останнє, а також ініціатива Амвросія, щоб дзвони церков в їхній метрополії дзвонили скорботно, викликали багато суперечок, результатом яких став поцілунок протесту двох ЛГБТ-активістів, одягнених в одяг священнослужителів, перед будівлею. Афінської метрополії.
Нарешті, 23 грудня проєкт щодо розширеного та вдосконаленого законодавства про угоду про співжиття було прийнято (193 проти 56) за значної відсутності 51 депутата, що зробило Грецію 26-ю європейською країною, яка прийняла закони про визнання одностатевих осіб. Найбільшими групами, які виступили проти законопроєкт про угоду про співжиття, були Комуністична партія Греції, Золотий світанок і Грецька православна церква. Одночасно скасовано анахронічну статтю 347, яка передбачала кримінальну відповідальність за «неприродню розпусту» між чоловіками, зрівнявши вік згоди на статеві стосунки між чоловіками (тепер він становить 15 років як для гетеросексуальних, так і для гомосексуальних статевих стосунків). Крім того, прем'єр-міністр Греції Алексіс Ціпрас, обговорюючи закон у грецькому парламенті, попросив вибачення перед ЛГБТ-спільнотою за роки дискримінації, з якою вони зіткнулися. Цивільний шлюб між особами однієї статі як і раніше не дозволений. Одностатеві пари також не мають права усиновлювати дітей.
У грудні 2016 року парламент Греції ухвалив законопроєкт, який розширює права одностатевих пар і забезпечує рівний захист на робочих місцях незалежно від статі, релігії чи сексуальної орієнтації. З усім тим, спільне усиновлення, доступ до ЕКЗ для лесбійок і одностатеві шлюби ще не легалізовані.

### Одностатеві шлюби
Одностатеві шлюби нині не є законними в Греції, хоча деякі урядовці підтримують це і пропонують легалізувати. У 2018 році Європейський суд постановив, що подружні одностатеві пари мають ті самі права на проживання, що й одружені пари протилежної статі згідно із законодавством ЄС, навіть якщо одностатеві шлюби не є законними в цій конкретній країні-члені ЄС. Рішення стосується всіх країн ЄС, які зобов'язані його дотримуватися, включно з Грецією.
Станом на 2021 рік опозиційні партії парламенту Греції, СІРІЗА, Рух за зміни (KINAL) і MeRA25 підтримують легалізацію одностатевих шлюбів.
17 червня 2022 року СІРІЗА та її лідер, колишній прем'єр-міністр Греції Алексіс Ципрас подали до грецького парламенту історичний законопроєкт про заохочення прав ЛГБТ. Цей законопроєкт легалізує одностатеві шлюби та шлюби незалежно від статі, причому шлюби можуть бути як цивільними, так і релігійними, якщо це дозволяє віросповідання особи.

## Усиновлення дітей та опіка
17 квітня 2018 року законопроект під назвою Закон про усиновлення дітей (Νόμος 4538/2018 - Μέτρα για την προώθηση των Θεσμών της Αναδοχής και Υιοθεσίας και άλλες διατάξεις), спрямований на перегляд і спрощення законодавства країни про усиновлення дітей, яке в минулому критикували як надмірно бюрократизоване та неефективне, а також за надзвичайно повільні процедури, було подано до парламенту Греції. Законопроєкт, а саме стаття 8, також надає право одностатевим парам мати прийомних дітей. Під час дебатів у парламентському комітеті статтю 8 законопроєкт підтримали переважна більшість відомств, організацій та експертів країни, за винятком консервативної Православної церкви Греції, яка висловилася проти цього. Законопроєкт в цілому, включаючи статтю 8, був проголосований «в принципі» комітетом на початку травня 2018 року за підтримки Syriza, Independent Greeks і The River. Нова демократія (ND), Democratic Alignment (DISI) і Союз центристів (EK) утрималися, тоді як Золотий світанок проголосував проти. Він мав бути остаточно ратифікований парламентом. Депутати від усіх політичних партій грецького політичного спектра висловили свою підтримку статті 8 закону, яка стосується прийомної сім'ї для одностатевих пар, при цьому ND і DISI пом'якшили свою початкову жорстку позицію щодо цього та оголосили, що будь-який із їхніх депутатів є вільним. підтримати законопроєкт, коли він надійде на сесію парламенту для остаточної ратифікації.
Зрештою законопроєкт, включаючи його статтю 8, був ратифікований парламентом Греції 9 травня 2018 року, 161 депутат проголосував за підтримку та 103 проти зробивши Грецію першою країною ЄС, після Португалії у 2016 році, яка легалізувала прийомну опіку для одностатевих пар і стала першою країною Південно-Східної Європи, яка це зробила.
Законопроєкт від 17 червня 2022 року, поданий до парламенту Греції СІРІЗА та її лідером, колишнім прем'єр-міністром Греції Алексісом Ціпрасом, визнає як спільне усиновлення, так і усиновлення пасинків одностатевими парами, а також альтруїстичне та комерційне сурогатне материнство для всіх.

## Дискримінація та мова ворожнечі
З 2005 року дискримінація за ознакою сексуальної орієнтації на робочому місці заборонена.
Всупереч значному юридичному прогресу, консервативні суспільні звичаї все ще мають певний вплив, і православна церква часто засуджувала гомосексуалізм як гріх і «ваду людської природи».
Грецький закон захищає гендерну ідентичність. Відповідно до Закону 3896 від 2010 року (Νόμος 3896/2010 - Εφαρμογή της αρχής των ίσων ευκαιριών και της ίσης μεταχείρισης ανδρών και γυναικών σε θέματα εργασίας και απασχόλησης), дискримінація за гендерною ідентичністю вважається рівною дискримінації за статтю, і тому всі закони щодо останньої також охоплюють першу.
У вересні 2014 року було прийнято Закон проти расизму та ксенофобії (Νόμος 4285/2014 - Καταπολέμηση ρατσισμού και ξενοφοβίας) були внесені зміни. Зміни передбачають, що мова ненависті та насильство щодо осіб або груп ЛГБТ каратиметься позбавленням волі на строк від трьох місяців до трьох років і штрафом від 5 000 до 20 000 євро. Якщо дії призвели до злочину, покарання збільшується ще на шість місяців позбавлення волі та накладається додатковий штраф від 15 000 до 30 000 євро. Якщо остаточне позбавлення волі перевищує один рік, то засуджений втрачає політичні права на строк від одного до п'яти років. Якщо правопорушник є державним службовцем, то його карають позбавленням волі на строк від шести місяців до трьох років і штрафом від 10 000 до 25 000 євро; у разі скоєння злочину вони караються штрафом від 25 000 до 50 000 євро. Якщо правопорушник вчинив вищезазначене як представник організації чи компанії, він також оштрафований. Проте останнє правило не поширюється на суб'єкти суспільного надбання. Це викликало критику, оскільки церкви також є юридичними особами суспільного надбання, що позбавляє їх будь-яких наслідків після засудження їхнього священника. Крім того, прокурорам надається свобода діяти проти правопорушників навіть без позову від потерпілих, а якщо потерпілі подають позов, їм дозволяється робити це безплатно, на відміну від загальноприйнятої практики.
З 24 грудня 2015 року Греція забороняє дискримінацію та злочини на ґрунті ненависті за статевими ознаками, що є одним з найсильніших законів на цю тему в Європі. 2 грудня 2016 року грецький парламент прийняв 201 проти 21 голосування за додатковий захист від дискримінації на основі сексуальної орієнтації, статі та релігії на робочому місці при 5 утрималися та 73 відсутніх. PinkNews описав закон як одну з найжорсткіших заборон на мову ненависті та злочини на ґрунті ненависті в Європі.

## Гендерна ідентичність та самовираження
З жовтня 2017 року для зміни юридичної статі в Греції юридичними вимогами є примусове розлучення (у разі шлюбу, через неможливість укласти одностатевий шлюб) і рішення суду.
10 жовтня 2017 року грецький парламент значною більшістю голосів ухвалив Закон про юридичне визнання статі (Νόμος 4491/2017 - Νομική αναγνώριση της ταυτότητας φύλου), який надає трансгендерним людям у Греції право вільно змінювати свою юридичну стать, скасовуючи будь-які умови та вимоги, такі як проходження будь-яких медичних втручань, операцій зі зміни статі чи процедур стерилізації, щоб їхня стать була юридично визнана в їхніх документах. Законопроєкт надає таке право кожному, хто досяг 17 років. Однак навіть неповнолітні діти віком від 15 до 17 років мають доступ до юридичного процесу визнання статі, але за певних умов, наприклад, отримання довідки від медичного консиліуму. Проти законопроєкту виступили Священний Синод Грецької церкви, Комуністична партія Греції, Золотий світанок і Нова демократія.
Закон про юридичне визнання статі був прийнятий після рішення Окружного суду Афін від 20 липня 2016 року, який постановив, що особа, яка хоче змінити свою юридичну стать у файлах РАЦСу, більше не зобов'язана вже пройти операцію зі зміни статі. Це рішення було застосовано Судом у кожному конкретному випадку.
У лютому 2018 року окружний суд Марусі ухвалив рішення на користь клопотання Джейсона-Антігони Дейн про те, щоб їхнє чоловіче ім'я Джейсон було змінено у файлах ЗАГСу на гендерно нейтральне, додавши поруч жіноче ім'я Антігона. Однак, попри те, що суд ухвалив рішення на користь прохання особи щодо відображення гендерно нейтрального імені в її посвідченні особи, вони вирішили відмовитися від зміни їхної юридичної статі з чоловічої статі на третю, посилаючись на «відсутність відповідної інституційної бази для осіб». Це не класифікується як окремий випадок не подвійної гендерної ідентичності (запис третьої статі)" у Греції, хоча в Законі про юридичне визнання статі від 2017 року зазначено, що «особа [отже, кожна особа] має право на визнання своєї або її гендерна ідентичність як елемент його особистості». Адвокат позивача повідомив, що оскаржуватимуть частину рішення у суді вищої інстанції (частину щодо третього гендерного маркера в документах).
У червні 2018 року грецький суд постановив, що трансгендери іноземці, включаючи біженців та іммігрантів, також мають право на визнання своєї гендерної ідентичності, ставши першим випадком, коли це право виходить за межі визначення Закону про юридичне визнання статі 2017 року. який обмежив це право лише грецьким громадянам.
З липня 2022 року Греція законодавчо заборонила хірургічні втручання інтерсекс особам віком до 15 років, якщо не буде схвалено або дозволено судове рішення.

## Конверсійна терапія
У травні 2022 року Греція законодавчо заборонила конверсійну терапію для неповнолітніх.

## Статеве виховання в школах
23 грудня 2016 року Міністерство освіти, науки та у справах релігій оголосило, що з 2017 року тематичний тиждень проводитиметься кожного другого семестру навчального року. Тематичний тиждень спрямований на інформування учнів та їхніх батьків про, зокрема, такі питання, як стать, сексуальна орієнтація, гендерна ідентичність, гомофобія та трансфобія. Міністерство також розглядатиме питання про посилення тематичного тижня в майбутньому.

## Військова служба
Лесбійки, геї, бісексуали та трансгендери, як і будь-який громадянин Греції, змушені служити в збройних силах Греції.

## Виправні заклади
З грудня 2021 року ув'язнених трансжінок на їхнє прохання переводять до виправних колоній для жінок.

## Комітет з розробки національної ЛГБТКІ+ стратегії
17 березня 2021 року за рішенням прем'єр-міністра Кіріакоса Міцотакіса було створено комітет з метою розробки Національної стратегії рівності ЛГБТКІ+ людей у Греції. Комітет є відповіддю на першу в історії стратегію Європейської Комісії щодо захисту прав ЛГБТІК людей у Європейському Союзі та її заклик до держав-членів спиратися на наявні передові практики та розробити власні плани дій щодо рівності ЛГБТІК-людей 12 листопада 2020 року. Комітет складається з науковців, представників громадянського суспільства, представників уряду, а головою призначено Лінос-Александре Сісіліанос, колишній президент Європейського суду з прав людини.

## Політика
Катерина Сакелларопулу, обрана парламентом Греції першою президенткою Греції 22 січня 2020 року, є прихильницею прав ЛГБТ. Алексіс Пателіс, головний економічний радник прем'єр-міністра Кіріакоса Міцотакіса, вийшов в інтерв'ю, сказавши: «Прем'єр-міністр зустрівся з моїм чоловіком, я зустрівся з його дружиною», відзначивши це вперше, коли високопоставлений чиновник виступив публічно в Греції. Крім того, Ніколас Ятроманолакіс є першим відкритим геєм, який обіймає ранг міністра в уряді Греції, вступивши на посаду в уряді в січні 2021 року.

## Соціальні умови

### Гей-культура
В Афінах є велика кількість ЛГБТ асоціацій і розвивається гей-квартал в районі Газі, Афіни. Щорічно проводяться парад гордості «Афінський прайд» і міжнародний фестиваль фільмів про геїв і лесбійок «Аутвью».
У Салоніках також є велика гей-сцена з гей/лесбійськими барами/клубами та кількома дружніми змішаними закладами, а також кількома ЛГБТ-організаціями. У червні 2012 року місто отримало власний щорічний прайд (Thessaloniki Pride). Однією з найпомітніших подій у Салоніках, що стосуються прав ЛГБТ, є спроба підняти 20-метровий банер із закликом бойкотувати Зимову Олімпіаду в Сочі 2014 року на найвідомішій пам'ятці міста — Білій вежі. Спробу швидко припинила місцева поліція, але подія була розголошена в інтернет-ЗМІ.
Греція є одним із найпопулярніших місць для ЛГБТ-туристів у Європі, особливо її найбільші міста Афіни та Салоніки, а також кілька її островів. Гей-сцена Міконоса добре відома, багато закладів обслуговують ЛГБТ-спільноту. Лесбос також відомий у всьому світі своєю лесбійською сценою в Ерессосі.

### Прайд-паради
Першу спробу організувати парад гордості в Греції зробила АКОЕ (грец. Απελευθερωτικό Κίνημα Ομοφυλόφιλων Ελλάδας; Визвольний рух гомосексуалів Греції) 28 червня 1980 року в Афінах, визначивши це як політичну подію. Його повторили через два роки в особняку Заппіона. Протягом наступних років відбулося багато подібних заходів у різних місцях. У 1992, 1994 і 1995 роках заходи проводилися на пагорбі Стрефі, тоді як у 1996 і 1998 роках вони були організовані на Pedion tou Areos. У 1998 році він проходив у закритому приміщенні. У Салоніках перший відповідний захід організував OPOTH (Ομάδα Πρωτοβουλίας Ομοφυλόφιλων Θεσσαλονίκης; Гей-дружня група Салонік) у 1990-х роках.
Відтоді ЛГБТ заходи проводилися в інших містах, зокрема в Іракліоні, Патрах, Санторіні, Корфу та Міконосі. У 2017 році Салоніки було обрано для проведення ЄвроПрайду 2020.

#### Афінський прайд

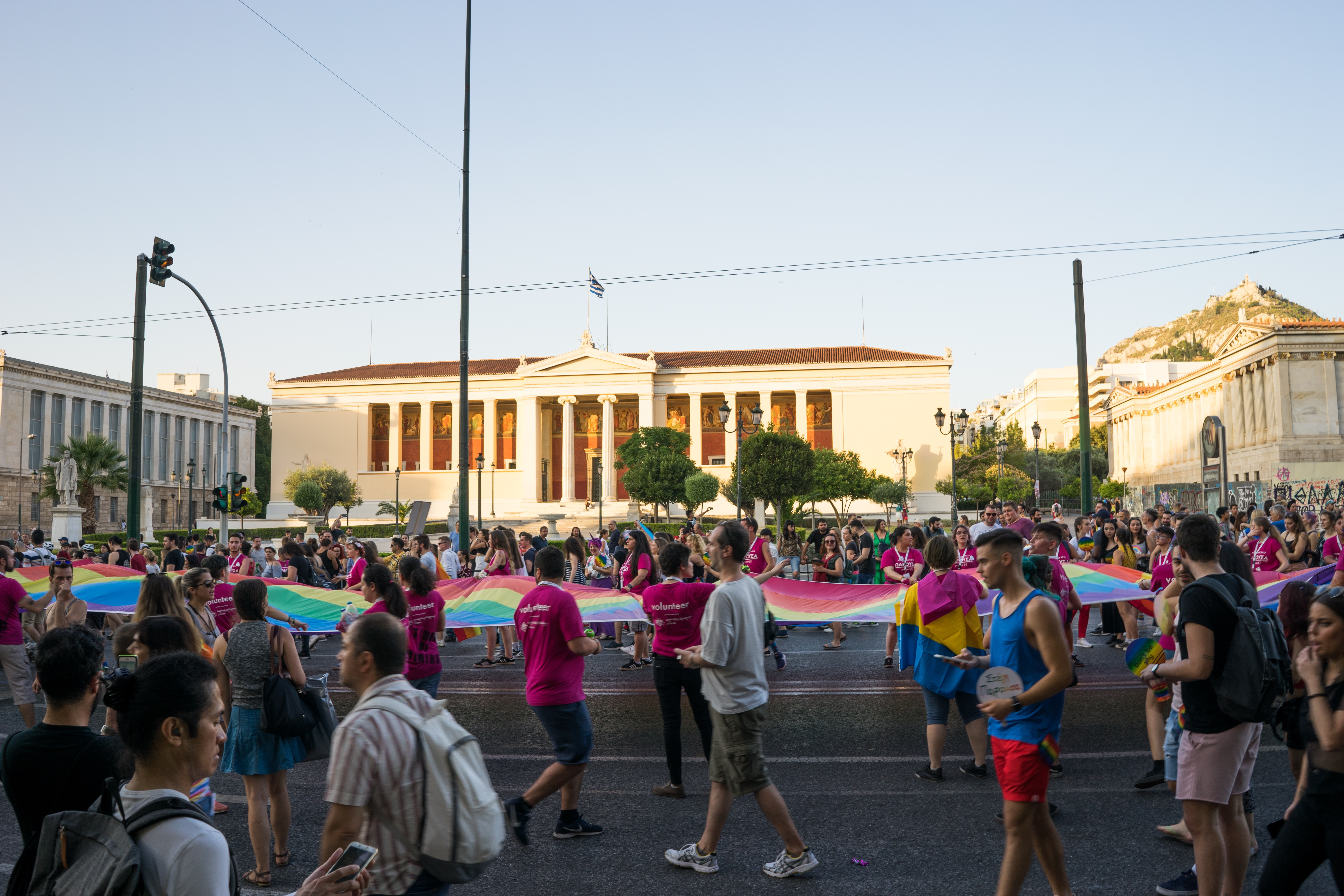
Афінський прайд у 2018 році

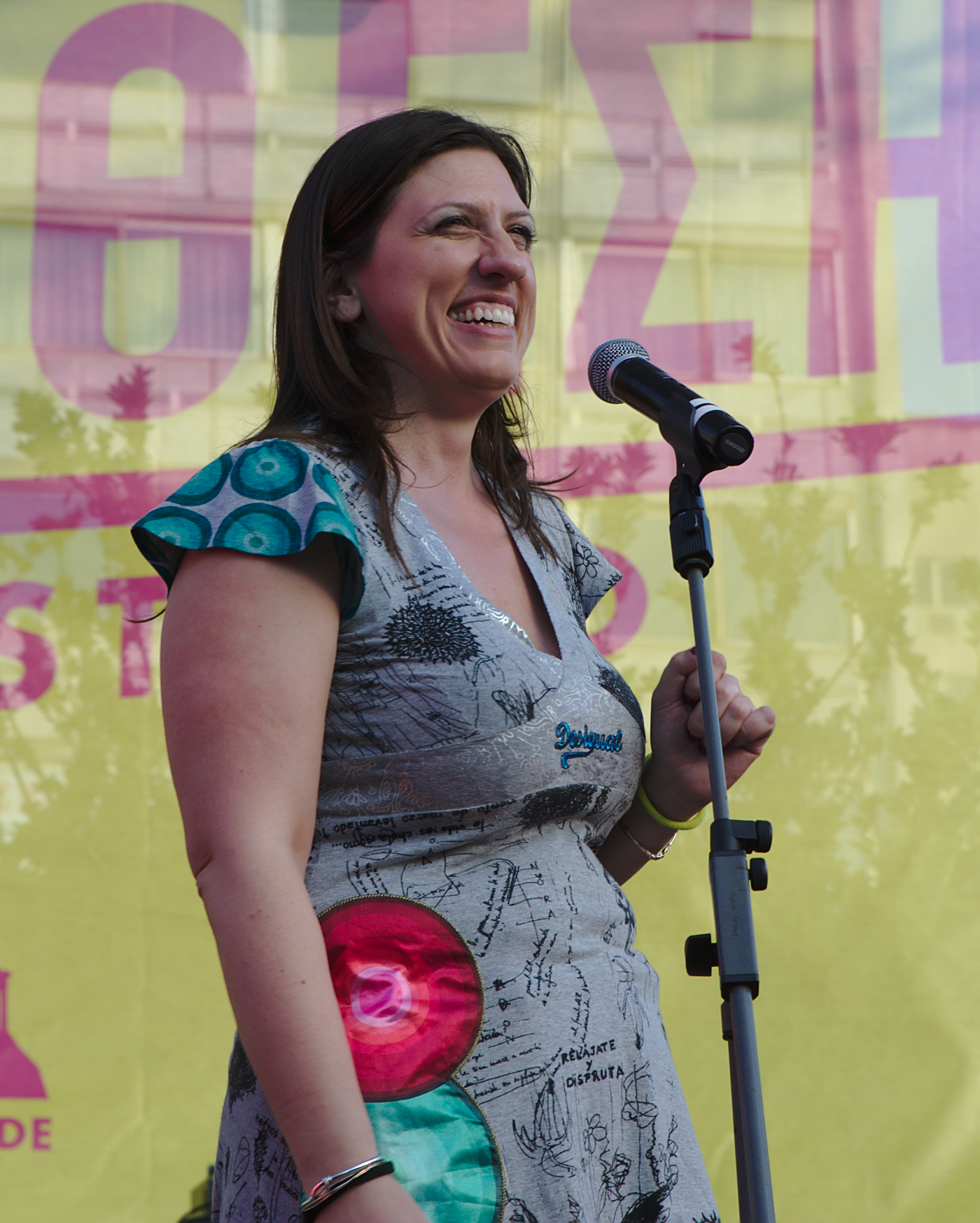
Спікерка парламенту Зої Константопулу на Афінському прайді у 2015 році

Афінський прайд — це щорічний ЛГБТ парад і фестиваль, який проводиться кожного червня в центрі Афін. Він проводився 14 разів:
- 1-й Афінський прайд «Прихильність, любов і життя заслуговують на повагу» (25 червня 2005)
- 2-й Афінський Прайд «Відкрито, голосно, гордо» (24 червня 2006)
- 3-й Афінський прайд «Любов не розрізняє, вона відрізняє» (23 червня 2007)
- 4-й Афінський Прайд «Наше право» (7 червня 2008)
- 5-й Афінський прайд «100 % рівність» (13 червня 2009)
- 6-й Афінський Прайд «Ми всюди» (5 червня 2010)
- 7-й Афінський прайд «Цілуй мене всюди» (4 червня 2011)
- 8-й Афінський Прайд «Люби мене, це безплатно» (9 червня 2012)
- 9-й Афінський Прайд «АФІНИ — наші» (8 червня 2013)
- 10-й Афінський прайд «Сімейна справа» (14 червня 2014)[88]
- 11-й Афінський Прайд «Вибери сторону» (13 червня 2015)[89]
- 12-й Афінський прайд «Жінкою/чоловіком не народжуються, ними стають» (11 червня 2016)[90]
- 13-й Афінський Прайд «Це питання освіти» (10 червня 2017)[91]
- 14-й Афінський Прайд «Що означає Прайд» (9 червня 2018)[92]

#### Салоніки Прайд
У Салоніках 22–23 червня 2012 року вперше відбувся щорічний прайд після обіцянки мера Бутаріса підтримати публічний ЛГБТ-захід у місті. Перший фестиваль Thessaloniki Pride отримав масову підтримку населення міста, його периферії та регіону, що стало важким ударом для митрополита міста Анфімоса, який закликав віруючих відреагувати.
Через рік, в одному зі своїх повідомлень за кілька днів до прайду 2013 року, він заявив, що Святій Митрополії Салонік знову доведеться терпіти сумне та неприйнятне свято гомосексуалістів, які хочуть «святкувати свою хворобу по-карнавальному». Він також попросив батьків тримати своїх дітей і себе якомога далі від «таких безглуздих і неприродних свят». Проте було багато сімей, і дводенний фестиваль завершився у святковій атмосфері з багатьма вечірками, галереями та святкуваннями по всьому місту. 2-й Прайд у Салоніках був присвячений будь-якій свободі, включно зі свободою вираження гендерних питань.
У 2014 році Салоніки були Європейською молодіжною столицею, і 3-й Салоницький Прайд був включений до його офіційної програми. Відповідно, він був присвячений ЛГБТ-молоді та їхнім родинам. За загальною оцінкою, прайд 2014 року пройшов з великим успіхом: у параді взяли участь 10 000 людей, а також мер Янніс Бутаріс і група дипломатів. Деякі назвали його найкращим ЛГБТ-фестивалем, який коли-небудь був у Салоніках.
Того року відбулися вігілійні меси разом із зібраннями віруючих, де священники протестували проти «осквернення святих Салонік», «нав'язування ісламу та гомосексуальності Новим світовим порядком», гей-прайдів, які є "частиною західної змови", «призначення гомосексуальних чоловіків і жінок єпископами»і протестували проти перемоги Кончіти Вурст на пісенному конкурсі Євробачення». Митрополит Антим вкотре висловився з цього приводу в інтерв'ю, назвавши це «ганебним», «викликовим», «збоченням людського буття», додавши, що Церква наказує «не віддавати святого псам». Він також заявив, що використання терміна «фестиваль» для події є помилковим.
Фестиваль проводився десять разів:
- 1-й Прайд у Салоніках «Одне кохання, тисяча кольорів» (22–23 червня 2012)[100]
- 2-й Прайд у Салоніках «Вільні духом, вільні тілом» (14–15 червня 2013)[101]
- 3-й Прайд у Салоніках «Час для нас» (20–21 червня 2014)[102]
- 4-й Прайд у Салоніках «Я заслуговую, я вимагаю. Шлюб, Ім'я, Повага» (19–20 червня 2015)[103]
- 5-й Прайд у Салоніках «Любіть один одного» (Новий заповіт) (24–25 червня 2016)[104]
- 6-й Прайд у Салоніках «Прийди таким, яким ти є» (1-2 липня 2017)[105]
- 7-й Прайд у Салоніках «Це сімейна справа» (20-23 червня 2018)[106]
- 8-й Прайд у Салоніках «Ми творимо історію» (18-22 червня 2019)[107]
- 9-й Прайд у Салоніках «Яка норма?» — EuroPride (20-25 вересня 2020)[87][108]
- 10-й Прайд у Салоніках «Урок прийняття» (20-26 червня 2022 р.)[109]

#### Крит прайд
Перший парад гордості на Криті відбувся 26–27 червня 2015 року в Іракліоні, ставши першим на острові «Фестивальним фестивалем звільнення гендеру та сексуальності».
- 1-й ЛГБТКІ+ Крит Прайд 2015 (26-27 червня 2015)[111]
- 2-й ЛГБТКІ+ Крит Прайд 2016 (9-10 липня 2016)
- 3-й ЛГБТКІ+ Крит Прайд 2017 (30 червня — 1 липня 2017)

#### Патри прайд
Перший прайд у Патрах, третьому за величиною місті Греції, відбувся у 2016 році.
- 1-й LGBTQI+ прайд Πάτρας 2016 «Побачити по-іншому» (17-18 червня 2016)[113]
- 2nd LGBTQI+ Pride Πάτρας 2017 «Одне тіло, багато ідентичностей» (23-24 червня 2017)[113]

### Гомофобія

#### Дискримінація з боку релігійної влади
Відповідаючи на пропозиції уряду в 2008 році запровадити законні права для співжиття пар, архієпископ Афінський Ієронім, лідер автокефальної Православної Церкви Греції, припустив, що «необхідно змінюватися з часом». Однак незрозуміло, чи ця точка зору застосовувалася до одностатевих пар, особливо тому, що Церква раніше виступала проти прав геїв загалом і законів про цивільні одностатеві партнерства зокрема.
Після урядових переговорів у листопаді 2013 року щодо легалізації цивільних партнерств для гомосексуальних пар, митрополит Пірейський Серафим висловив різкий спротив, погрожуючи, що він може і відлучити від церкви будь-якого депутата, який проголосує за це. Крім того, він додав, що законопроект «легалізує спотворення людського існування та фізіології та цементує психопатологічну диверсію, якою є гомосексуалізм». Крім того, він зазначив, що такі рухи становлять «значне порушення громадської пристойності», оскільки розсилають молодим людям повідомлення про «збочену сексуальну поведінку», яка «торпедує основи сім'ї та суспільства».
У серпні 2014 року, під час обговорення довгоочікуваного голосування за законопроект про боротьбу з расизмом, кілька митрополитів висловилися проти нього через певні статті, які стосуються кримінальної відповідальності за мову ворожнечі проти, зокрема, гомосексуалів, із посиленням покарань для державних службовців (включаючи членів духовенства), які займаються цим під час виконання своїх обов'язків. Митрополит Пірейський Серафим звинуватив прем'єр-міністра Греції Антоніса Самараса в «продаванні душі за кілька додаткових місяців на посаді», розкритикував законопроєкт за «введення іншої сексуальної орієнтації та іншої гендерної ідентичності», те, що «психопатологічна відраза та неелегантне імітування іншої статі» будуть захищені грецьким законом і порівнюватимуть гомосексуалізм із педофілією та зоофілією.
Митрополит Гортинський Ієремія, посилаючись на уривки з Біблії, назвав гомосексуалів «псами», стверджував, що за новим законопроектом «кілька пророків і святих будуть вважатися расистами», і охарактеризував його як «жахливий і плачевний» закон, додавши гомофобну гру слів. У той же час митрополит Кониці Андреас відхилив законопроект, стверджуючи, що він має на меті «прикрити збочення, яким є гомосексуалізм». Релігійна реакція зрештою призвела до того, що Антоніс Самарас прийняв заперечення церкви і не включив до законопроекту статті, що стосуються захисту гомосексуалістів. Крім того, прем'єр-міністр запевнив релігійних лідерів, які не схвалюють законопроект, що «поки він перебуває на посаді, парламент не зможе поширювати цивільні союзи на одностатеві пари».
У вересні 2014 року було затверджено положення про криміналізацію мови ворожнечі щодо ЛГБТ. Криміналізація мови ворожнечі, орієнтованої на ЛГБТ, викликала бурхливу реакцію митрополита Серафима, який назвав закон «утиском грецької системи правосуддя» та «скасуванням свободи слова», нав'язаної «націоналістичною системою та інструкторами Нового Світу».

### Дискримінація в освіті
- У лютому 2022 року вчителька середньої школи музичної школи Іліон образила учня за те, що той з'явився на уроці в спідниці, заявивши, що це «ганьба для суспільства». Це викликало сильну негативну реакцію та осуд: директор школи та Асоціація батьків засудили інцидент, а Міністерство освіти Греції почало розслідування проти вчительки. Наступного дня однокласники жертви з'явилися в школі в спідницях, а його однокласниці — у штанях і краватках, щоб протестувати проти вчителя та висловити свою підтримку учневі.[120][121][122][123]

#### Дискримінація з боку ЗМІ та державних органів
Було піднято кілька питань щодо грецьких ЗМІ та їхнього часто дискримінаційного ставлення до ЛГБТ-осіб, наприклад, через використання цензури, що частково приписується регуляторним органам або Грецькій національній раді з питань радіо та телебачення (NCRTV). Нижче наведено список деяких гомофобних / трансфобних інцидентів у грецьких ЗМІ та інших компаніях і органах:
- У листопаді 2003 року NCRTV оштрафував одну з найбільших телевізійних мереж Греції, Mega, на 100 000 євро[124] частково за трансляцію поцілунку між двома чоловічими персонажами популярного телешоу Klise ta Matia (Κλείσε τα Μάτια). У грудні 2006 року Державна рада Греції, Вищий адміністративний суд країни, скасувала це рішення, визнавши штраф NCRTV неконституційним. На думку суду, телевізійна сцена відображала «існуючу соціальну реальність, пов'язану з соціальною групою, серед багатьох, які складають відкрите та демократичне суспільство, чиї сексуальні уподобання не підлягають засудженню».[125] Крім того, це був не перший випадок, коли грецьке телебачення транслювало поцілунок між двома персонажами чоловічої статі, і грецькі ЗМІ різко розкритикували це рішення як лицемірство та анахронізм.
- 21 грудня 2004 року NCRTV оштрафувала 94 Epikoinonia FM (94 Eπικοινωνία FM), муніципальну радіостанцію в Афінах, на 5000 євро, визнавши вміст афінського радіошоу геїв і лесбійок «принизливим»[126], в результаті чого станція скасувала шоу.
- У вересні 2005 року NCRTV офіційно звернувся до іншої з найбільших телевізійних мереж Греції, ANT1 (Antenna), щодо трансляції рекламного ролика популярного бренду жувальної гумки, який зображує двох жінок, які цілуються.
- У березні 2010 року грецький канал Mega був оштрафований за трансляцію грецького фільму Straight Story, сюжет якого обертався навколо історії гетеросексуального чоловіка у вигаданому світі, де гомосексуальність була нормою, а гетеросексуальність сприймалася несхвально.
- У квітні та травні 2010 року грецький Star Channel був оштрафований за два епізоди свого шоу Fotis & Maria Live. В обох епізодах були гості-трансгендери.
- У січні 2011 року MAD TV і MTV Греція розмили дві сцени чоловічого поцілунку з відеокліпів Кеті Перрі «Firework» і Pink «Raise your Glass».
- Починаючи з 2012 року, терміни «гей», «лесбійка» і «трансвестит» використовувалися в епізодах комедійного серіалу ANT1 Konstantinou kai Elenis.
- 15 жовтня 2012 року ERT показало пілотний епізод британського телесеріалу «Абатство Даунтон», вирізавши сцену з зображенням двох чоловіків, які цілуються. Керуючий директор ERT Костас Спіропулос назвав хронометраж програми (вийшла в ефір о 22:00 за місцевим часом) і вказівки батьків як причини невиходу епізоду в ефір повністю. Але після широкого протесту епізод повністю вийшов в ефір через кілька днів і ще раніше (19:00). Спіроплойлоса різко розкритикували ЗМІ та генеральний директор державного телебачення, який офіційно вибачився за цензуру.[127]
- У лютому 2013 року терміни «гей» і «лесбійка» з'явилися у вигляді крапок у субтитрах іноземної програми на MTV Греція, незважаючи на те, що програма транслювалася пізно вночі.
- 17 травня 2013 року, через день після другого півфіналу конкурсу Євробачення 2013, де Кріста Зігфрідс, що представляла Фінляндію, виконала пісню «Marry me» і символічно поцілувала танцівницю, щоб підштовхнути її до одностатевого шлюбу у їхній країні, грецьке телешоу FThis TV каналу ANT1 змастило поцілунок між двома жінками, показуючи кадри з конкурсу.
- У червні 2013 року NCRTV відхилив прохання організаторів ЛГБТ-прайду в Афінах 2013 року про безкоштовну трансляцію телевізійного ролика заходу на всіх головних грецьких телеканалах, оскільки він не вважався суспільно важливим повідомленням. Представники NCRTV стверджували, що їхнє рішення було прийнято на тій підставі, що ролик «не можна охарактеризувати як соціально важливе повідомлення».[128]
- У липні 2013 року в субтитрах комедійного серіалу «Джої» на Star Channel термін «гей» був перекладений як «дівчачий». У той же час канал критикували за консерватизм і гомофобію, коли мова зайшла про переклад серіалу «Пліткарка» ; після зауважень NCRTV щодо частоти питань, що стосуються гомосексуальності, сексу та наркотиків у шоу та небажання каналу перенести серіал на пізнішу годину, було знайдено проміжне рішення, яке дозволило зберегти шоу в той же час але бути набагато суворішим у перекладі слів, що мають відношення до вищезазначених тем, у результаті чого такі терміни, як «лесбійка», були перекладені як «сорванчик», «не дуже жіночна» або «діва».[129]
- У вересні 2013 року сцену з популярного серіалу Glee, де лесбійська пара цілується на ліжку без зображення наготи, пройшла цензура Альфа ТВ.[130]
- У 2013 році компанія, яка управляє афінським метро, відмовилася розміщувати на станціях метро плакати про майбутній прайд. У 2014 році в черговий раз відхилив прохання організаторів Афінського прайду через відсутність місця для розміщення реклами.[131]
- У вересні 2015 року NCRTV наклало штраф на Skai TV за трансляцію двох шоу, які стосувалися, серед іншого, геїв та лесбійського сексу. Телеканал у відповідь звернувся до Державної ради, яка, однак, відхилила прохання першого скасувати штраф, додавши, що шоу «не мали належного рівня, якого вимагає соціальна місія телебачення».[132]

#### Дискримінація з боку політиків
- У серпні 2014 року Ніколаос Ніколопулос, грецький депутат, написав образливий твіт у своєму особистому акаунті[133], коментуючи заручини прем'єр-міністра Люксембургу Ксав'є Беттеля зі своїм партнером Готьє Дестене. У ньому він сказав: «Від Європи національних країн до Європи… педиків — президент Люксембургу заручився зі своїм коханим». Цей твіт обурив багатьох греків[134], які попросили втрутитися прем'єр-міністра Греції Антоніса Самараса. Сам Беттель відповів на свій твіт, сказавши, що відносини між Люксембургом і Грецією «ідеальні» і на них не вплине ізольований політик. Ніколопулос наполягав, захищаючи свою позицію, кажучи, що прем'єр-міністру має бути соромно.[135][136][137][138][139]
- Анастасіос Неранціс, депутат від Нової демократії, також брав участь у суперечці щодо включення одностатевих пар до закону про цивільні партнерства, зробивши подібні коментарі з Ніколопулосом; після порівняння гомосексуалізму зі зоофілією та педофілією він додав, що цивільним партнерствам для гомосексуалів «не місце в нашій країні».[140][141]

#### Ультраправе гомофобне насильство
Неонацистська ультраправа партія «Золотий світанок» зробила дуже ганебну заяву, звернувшись до геїв і жінок, заявивши, що «після іммігрантів ви наступні». Є також твердження, що члени грецької поліції співпрацювали з членами Золотого світанку, і це може пояснити, чому кілька трансгендерних жінок були безпричинно заарештовані під час прайду в Салоніках поліцією, жорстоко напали та незаконно затримані на підставі «збереження міста чистим». Неурядова організація Color Youth повідомила про 101 випадок гомофобного та трансфобного насильства за 2009—2015 роки, з них 75 — у 2015 році. У п'яти нападах були завдані тяжкі тілесні ушкодження, більшість — словесні.

## Громадська думка
Підтримка одностатевих шлюбів (2020) 
Підтримка рівних прав ЛГБТ з іншими (опитування 2020) 
Опитування серед грецьких парламентарів, проведене в 2003 році і представлене Грецькою гомосексуальною спільнотою (EOK), підняло питання про визнання оподаткування, спадкування та інших законних прав одностатевих пар. Результати опитування показали, що за надання таких прав виступає 41 % опитаних депутатів, проти — 55 %. Серед депутатів ПАСОК 55 % висловилися схвально, порівняно з лише 27 % депутатів від Нової демократії. Партія з найбільшою кількістю схвальних відповідей депутатів була Synaspismos (67 %), тоді як більшість депутатів Комуністичної партії утрималися. Схвальні відповіді депутатів були вищими серед жінок, молодих та афінських депутатів.
Дослідження 2006 року серед грецьких студентів в Іракліоні, Крит, вивчало їхнє ставлення до чоловічої гомосексуальності. Дві шкали були використані та перекладені на грецьку мову разом із кількома запитаннями, які сформували самостійно заповнену анкету. Основні висновки показали, що існують відмінності між різними школами щодо прояву гомофобії та щодо основних предикторів, які впливають на оцінку гомофобії, якими були: «готовність захищати геїв та захищати їхні права, спілкування з геями, релігійність, політизація та наявність друзів-геїв».
Дослідження Євробарометра, опубліковане в грудні 2006 року, показало, що 15 % опитаних греків підтримують одностатеві шлюби, а 11 % визнають право одностатевих пар на усиновлення. Ці цифри були значно нижчими за середній показник для 25 країн-членів Європейського Союзу (44 % і 32 % відповідно), і поставили Грецію на найнижче місце в Європейському Союзі разом із Румунією, Латвією, Польщею, Кіпром, Мальтою, Литвою, Словаччиною та Болгарією.
Дослідження Євробарометра, опубліковане в січні 2007 року («Дискримінація в Європейському Союзі»), показало, що 77 % греків вважають, що бути геєм або лесбійкою в їхній країні «як правило, є недоліком», тоді як середній показник для Європейського Союзу становив 55 %. 68 % греків погодилися, що дискримінація на основі сексуальної орієнтації була «широко поширеною» в Греції (ЄС: 50 %), а 37 % — що вона була більш поширеною, ніж п'ять років тому (ЄС: 31 %). 84 % греків також повідомили, що не мають друзів чи знайомих геїв чи лесбійок (ЄС: 65 %).
Опитування від великої грецька дослідницької компанії Kapa Research від імені Грецького інституту психологічного та сексуального здоров'я, опубліковане в грецькій газеті Ta Nea 20 вересня 2010 року, показало, що 64 % греків погоджуються з легалізацією одностатевих партнерств і 24 % не погоджуються; Що стосується легалізації одностатевих шлюбів, 39 % греків погодилися, а 52 % не погодилися.
У червні 2013 року дослідницький центр Pew Research Center оприлюднив дані опитування респондентів у приблизно 40 країнах щодо того, чи вірять респонденти, що їхнє суспільство повинно сприймати гомосексуальність чи ні. Співробітники Pew Research науково поставили це запитання респондентам у Греції та виявили, що серед опитаних 53 % респондентів у Греції вважають, що їхнє суспільство має прийняти гомосексуалізм, тоді як 40 % респондентів вважають, що суспільство не повинно приймати гомосексуалізм. Серед опитаних греків у віці від 18 до 29 років підтримка суспільства, що приймає гомосексуальність, була на рівні 66 %, ніж загальні 53 %. Для респондентів віком від 30 до 49 років підтримка також була вищою — 62 %, але нижчою — 40 % для респондентів віком 50 років і старше.
| Відповідь | Вік 18–29 | Вік 30–49 | Вік від 50 років | Чоловіки | Жінки | Всього |
| --------- | --------- | --------- | ---------------- | -------- | ----- | ------ |
| Так       | 66 %      | 62 %      | 40 %             | 47 %     | 59 %  | 53 %   |
| Ні        | -         | -         | -                | -        | -     | 40 %   |

11 квітня 2015 року газета To Vima опублікувала опитування, проведене Kapa Research, яке показало, що 39 % респондентів підтримують одностатеві шлюби і 51 % — проти. У цьому ж дослідженні 66 % респондентів погодилися з твердженням, що гомосексуалізм має сприйматися суспільством, тоді як 28 % вважають, що гомосексуалізм не повинен бути прийнятим суспільством.
12 травня 2015 року в Греції було проведено перше опитування, яке показало, що більшість підтримують одностатеві шлюби у 56 %, тоді як 35 % виступають проти. Опитування було проведено компанією Focus Bari на основі 1431 респондента. Дуже високий відсоток респондентів (76 %) погоджуються з тим, що гомосексуальність повинна сприйматися суспільством, а 70 % погоджуються з тим, що цивільне партнерство має поширюватися на одностатеві пари. Проте респонденти залишаються скептичними щодо усиновлення одностатевими парами: лише 30 % підтримують це, тоді як 56 % виступають проти. Лише 14 % вважають, що гомосексуальність є психічним розладом, а 54 % заявили, що мають існувати суворіші закони для покарання за гомофобні злочини (зокрема, мову ворожнечі).
У грудні 2015 року опитування, проведене Університетом Македонії протягом тижня до того, як законопроєкт про цивільні партнерства став законом, показало, що 56 % громадян погоджуються із законом, тоді як 29 % категорично виступають проти.
Опитування Pew показало, що респонденти Греції (опитування проводилося у 2015—2016 роках) дали найбільш культурно ліберальні відповіді щодо прав ЛГБТ серед православних християн із різних країн, за винятком респондентів зі Сполучених Штатів, і найліберальніші відповіді серед усіх країн з православною більшістю. Зокрема, 50 % практикуючих греко-православних респондентів сказали, що гомосексуальність повинна сприйматися суспільством, тоді як 45 % не погодилися. Щодо легалізації одностатевих шлюбів 25 % практикуючих греко-православних християн висловилися за, а 72 % були проти.
Опитування, проведене DiaNeosis у 2018 році, показало, що 40,8 % греків підтримують одностатеві шлюби, а 24 % виступають за усиновлення одностатевими парами. Опитування виявило велику різницю у віці: 58 % осіб у віці 17–24 років і 47 % у віці 25–39 років є прихильниками одностатевих шлюбів, на відміну від лише 29 % осіб старше 65 років. Усиновлення одностатевими парами підтримали 49 % серед тих, кому від 17 до 24 років, але лише 11 % тих, хто старше 65 років, такої ж думки.
Євробарометр 2019 показав, що 39 % греків вважають, що одностатеві шлюби повинні бути дозволені в Європі, 56 % були проти. Те ж опитування показало, що 64 % респондентів погоджуються з твердженням: «Геї, лесбійки та бісексуали повинні мати ті ж права, що й гетеросексуали», тоді як 32 % не погоджуються. Ці цифри відзначили зростання на 6 % і 2 % відповідно порівняно з дослідженням Євробарометра 2015 року.
Опитування 2020 року, проведене Фондом Фрідріха Науманна у співпраці з KAPA Research, показало, що концепція лібералізму стає все більш популярною в Греції, і більшість греків сприймають її позитивно. Крім того, 71 % респондентів вважають, що гомосексуалізм повинен бути прийнятним у грецькому суспільстві, а 90 % респондентів вважають, що гомосексуальні люди повинні мати рівні права, як і всі інші, що свідчить про різке зростання порівняно з попередніми опитуваннями. Одностатеві шлюби підтримують 56 % респондентів, а усиновлення одностатевими парами підтримують 40 %.
Опитування 2022 року, проведене Інститутом Eteron, показує, що молодь у Греції стає все більш ліберальною: 70 % молодих греків у віці 17–24 років виступають за спільні усиновлення одностатевими парами, тоді як лише 37 % літніх греків у віці понад 65 років підтримують, відмітка є різким зростанням порівняно з опитуванням DiaNeosis 2018 року, де усиновлення одностатевими парами підтримали 49 % осіб у віці 17–24 років, але лише 11 % осіб старше 65 років.

## Зведена таблиця
| Тема | Тема | Тема | Тема | Тема | Статус                                                                                           |
| --- | --- | --- | --- | --- | ------------------------------------------------------------------------------------------------ |
| Одностатеві статеві стосунки легальні                                                                      | Одностатеві статеві стосунки легальні                                                                      | Одностатеві статеві стосунки легальні                                                                      | Одностатеві статеві стосунки легальні                                                                      | Одностатеві статеві стосунки легальні                                                                      | (З 1951)                                                                                         |
| Рівний вік згоди (15)                                                                                      | Рівний вік згоди (15)                                                                                      | Рівний вік згоди (15)                                                                                      | Рівний вік згоди (15)                                                                                      | Рівний вік згоди (15)                                                                                      | (З 2015 року)                                                                                    |
| Антидискримінаційне законодавство у сфері зайнятості                                                       | Антидискримінаційне законодавство у сфері зайнятості                                                       | Антидискримінаційне законодавство у сфері зайнятості                                                       | Антидискримінаційне законодавство у сфері зайнятості                                                       | Антидискримінаційне законодавство у сфері зайнятості                                                       | (З 2005)                                                                                         |
| Антидискримінаційне законодавство у сфері надання товарів і послуг                                         | Антидискримінаційне законодавство у сфері надання товарів і послуг                                         | Антидискримінаційне законодавство у сфері надання товарів і послуг                                         | Антидискримінаційне законодавство у сфері надання товарів і послуг                                         | Антидискримінаційне законодавство у сфері надання товарів і послуг                                         | (З 2014 року)                                                                                    |
| Антидискримінаційні закони в усіх інших сферах (включаючи непряму дискримінацію, ворожнечу)                | Антидискримінаційні закони в усіх інших сферах (включаючи непряму дискримінацію, ворожнечу)                | Антидискримінаційні закони в усіх інших сферах (включаючи непряму дискримінацію, ворожнечу)                | Антидискримінаційні закони в усіх інших сферах (включаючи непряму дискримінацію, ворожнечу)                | Антидискримінаційні закони в усіх інших сферах (включаючи непряму дискримінацію, ворожнечу)                | (З 2014 року)                                                                                    |
| Антидискримінаційні закони, що стосуються гендерної ідентичності в усіх сферах                             | Антидискримінаційні закони, що стосуються гендерної ідентичності в усіх сферах                             | Антидискримінаційні закони, що стосуються гендерної ідентичності в усіх сферах                             | Антидискримінаційні закони, що стосуються гендерної ідентичності в усіх сферах                             | Антидискримінаційні закони, що стосуються гендерної ідентичності в усіх сферах                             | (З 2014 року)                                                                                    |
| Ворожі висловлювання на основі сексуальної орієнтації, гендерної ідентичності та статевих ознак заборонені | Ворожі висловлювання на основі сексуальної орієнтації, гендерної ідентичності та статевих ознак заборонені | Ворожі висловлювання на основі сексуальної орієнтації, гендерної ідентичності та статевих ознак заборонені | Ворожі висловлювання на основі сексуальної орієнтації, гендерної ідентичності та статевих ознак заборонені | Ворожі висловлювання на основі сексуальної орієнтації, гендерної ідентичності та статевих ознак заборонені | (З 2014 року)                                                                                    |
| Дискримінація та злочини на ґрунті ненависті заборонені                                                    | Дискримінація та злочини на ґрунті ненависті заборонені                                                    | Дискримінація та злочини на ґрунті ненависті заборонені                                                    | Дискримінація та злочини на ґрунті ненависті заборонені                                                    | Дискримінація та злочини на ґрунті ненависті заборонені                                                    | (З 2015 року)                                                                                    |
| Статеве виховання в школах охоплює сексуальну орієнтацію та гендерну ідентичність                          | Статеве виховання в школах охоплює сексуальну орієнтацію та гендерну ідентичність                          | Статеве виховання в школах охоплює сексуальну орієнтацію та гендерну ідентичність                          | Статеве виховання в школах охоплює сексуальну орієнтацію та гендерну ідентичність                          | Статеве виховання в школах охоплює сексуальну орієнтацію та гендерну ідентичність                          | (З 2017)                                                                                         |
| Одностатеві шлюби законні/визнані                                                                          | Одностатеві шлюби законні/визнані                                                                          | Одностатеві шлюби законні/визнані                                                                          | Одностатеві шлюби законні/визнані                                                                          | Одностатеві шлюби законні/визнані                                                                          | (Пропонується) / (Одностатеві шлюби, укладені в ЄС, визнаються для цілей проживання з 2018 року) |
| Одностатеві цивільні союзи законні/визнані                                                                 | Одностатеві цивільні союзи законні/визнані                                                                 | Одностатеві цивільні союзи законні/визнані                                                                 | Одностатеві цивільні союзи законні/визнані                                                                 | Одностатеві цивільні союзи законні/визнані                                                                 | (З 2015 року)                                                                                    |
| Усиновлення пасинків одностатевими парами                                                                  | Усиновлення пасинків одностатевими парами                                                                  | Усиновлення пасинків одностатевими парами                                                                  | Усиновлення пасинків одностатевими парами                                                                  | Усиновлення пасинків одностатевими парами                                                                  | (Пропонується)                                                                                   |
| Спільне усиновлення одностатевими парами                                                                   | Спільне усиновлення одностатевими парами                                                                   | Спільне усиновлення одностатевими парами                                                                   | Спільне усиновлення одностатевими парами                                                                   | Спільне усиновлення одностатевими парами                                                                   | (Пропонується)                                                                                   |
| Усиновлення дітей одинокими ЛГБТ особами                                                                   | Усиновлення дітей одинокими ЛГБТ особами                                                                   | Усиновлення дітей одинокими ЛГБТ особами                                                                   | Усиновлення дітей одинокими ЛГБТ особами                                                                   | Усиновлення дітей одинокими ЛГБТ особами                                                                   | (З 1996)                                                                                         |
| Прийомна сім'я одностатевих пар                                                                            | Прийомна сім'я одностатевих пар                                                                            | Прийомна сім'я одностатевих пар                                                                            | Прийомна сім'я одностатевих пар                                                                            | Прийомна сім'я одностатевих пар                                                                            | (З 2018)                                                                                         |
| ЛГБТ дозволили відкрито служити в армії                                                                    | ЛГБТ дозволили відкрито служити в армії                                                                    | ЛГБТ дозволили відкрито служити в армії                                                                    | ЛГБТ дозволили відкрито служити в армії                                                                    | ЛГБТ дозволили відкрито служити в армії                                                                    | (З 2002)                                                                                         |
| Право на зміну юридичної статі                                                                             | Право на зміну юридичної статі                                                                             | Право на зміну юридичної статі                                                                             | Право на зміну юридичної статі                                                                             | Право на зміну юридичної статі                                                                             | (З 2010 року)                                                                                    |
| Стерилізація та операція зі зміни статі не потрібні для зміни юридичної статі                              | Стерилізація та операція зі зміни статі не потрібні для зміни юридичної статі                              | Стерилізація та операція зі зміни статі не потрібні для зміни юридичної статі                              | Стерилізація та операція зі зміни статі не потрібні для зміни юридичної статі                              | Стерилізація та операція зі зміни статі не потрібні для зміни юридичної статі                              | (З 2017)                                                                                         |
| Переведення транс-ув'язнених жінок до жіночих в'язниць                                                     | Переведення транс-ув'язнених жінок до жіночих в'язниць                                                     | Переведення транс-ув'язнених жінок до жіночих в'язниць                                                     | Переведення транс-ув'язнених жінок до жіночих в'язниць                                                     | Переведення транс-ув'язнених жінок до жіночих в'язниць                                                     | (З 2021)                                                                                         |
| Гендерно нейтральні імена в свідоцтвах про народження                                                      | Гендерно нейтральні імена в свідоцтвах про народження                                                      | Гендерно нейтральні імена в свідоцтвах про народження                                                      | Гендерно нейтральні імена в свідоцтвах про народження                                                      | Гендерно нейтральні імена в свідоцтвах про народження                                                      | (З 2018)                                                                                         |
| Конверсійна терапія заборонена законом                                                                     | Конверсійна терапія заборонена законом                                                                     | Конверсійна терапія заборонена законом                                                                     | Конверсійна терапія заборонена законом                                                                     | Конверсійна терапія заборонена законом                                                                     | (З 2022)                                                                                         |
| Інтерсексуальні неповнолітні захищені від інвазивних хірургічних процедур                                  | Інтерсексуальні неповнолітні захищені від інвазивних хірургічних процедур                                  | Інтерсексуальні неповнолітні захищені від інвазивних хірургічних процедур                                  | Інтерсексуальні неповнолітні захищені від інвазивних хірургічних процедур                                  | Інтерсексуальні неповнолітні захищені від інвазивних хірургічних процедур                                  | (З 2022)                                                                                         |
| Гомосексуалізм, транссексуалізм і трансвестизм розкласифіковані як хвороби                                 | Гомосексуалізм, транссексуалізм і трансвестизм розкласифіковані як хвороби                                 | Гомосексуалізм, транссексуалізм і трансвестизм розкласифіковані як хвороби                                 | Гомосексуалізм, транссексуалізм і трансвестизм розкласифіковані як хвороби                                 | Гомосексуалізм, транссексуалізм і трансвестизм розкласифіковані як хвороби                                 | [ 165 ]                                                                                          |
| Доступ до ЕКЗ для лесбійських пар                                                                          | Доступ до ЕКЗ для лесбійських пар                                                                          | Доступ до ЕКЗ для лесбійських пар                                                                          | Доступ до ЕКЗ для лесбійських пар                                                                          | Доступ до ЕКЗ для лесбійських пар                                                                          | (Пропонується)                                                                                   |
| Альтруїстичне сурогатне материнство для гомосексуальних пар                                                | Альтруїстичне сурогатне материнство для гомосексуальних пар                                                | Альтруїстичне сурогатне материнство для гомосексуальних пар                                                | Альтруїстичне сурогатне материнство для гомосексуальних пар                                                | Альтруїстичне сурогатне материнство для гомосексуальних пар                                                | (Пропонується)                                                                                   |
| Комерційне сурогатне материнство для одностатевих пар                                                      | Комерційне сурогатне материнство для одностатевих пар                                                      | Комерційне сурогатне материнство для одностатевих пар                                                      | Комерційне сурогатне материнство для одностатевих пар                                                      | Комерційне сурогатне материнство для одностатевих пар                                                      | (Заборонено незалежно від сексуальної орієнтації) (Пропонується)                                 |
| ЧСЧ дозволили здавати кров                                                                                 | ЧСЧ дозволили здавати кров                                                                                 | ЧСЧ дозволили здавати кров                                                                                 | ЧСЧ дозволили здавати кров                                                                                 | ЧСЧ дозволили здавати кров                                                                                 | (З 2021)                                                                                         |